# 花村大介
『花村大介』（はなむらだいすけ）は、2000年7月4日から9月19日まで、関西テレビとMMJの企画・制作によりフジテレビ系「火曜22時枠」で放送されたテレビドラマ。ユースケ・サンタマリアが連続ドラマ単独初主演を務めた。
2001年1月2日22時 - 23時30分にスペシャルドラマが放送された。
大手法律事務所に勤めることになった三流弁護士の活躍をコメディーを交えて描いた弁護士ドラマ。

## あらすじ
弱小法律事務所で理想とかけ離れていた仕事に追われていた大介は、一念発起大手法律事務所の面接試験を受けることに。向かった先は超一流のキャピタル法律事務所。普通なら門前払いのはずが、見事採用となる。が、実際には面倒で儲からない仕事を押し付けるために採用されたのだった。意気揚々と出社する大介だったが、同期の香山は東大卒の超エリートで扱いも雲泥の差。しかしそこは大介持ち前の超お気楽さと正義感で難事件をこなしていく。

## キャスト
花村大介
演 - ユースケ・サンタマリア
「人生とは気合とはったり」がモットーの三流弁護士。熊田弁護士事務所で債務処理を主に仕事をしていたが、華々しい活躍を夢見てキャピタル法律事務所に移籍する。だが体面を重視する事務所の意向により金にならない仕事を割り当てられることに。普段はいいかげんで大雑把な性格だが、正義感と人情に厚い。
香山洋一
演 - いしだ壱成
新米弁護士。東大出身で司法試験を一発で合格したエリートでキャピタル法律事務所の有望株。花村に対しては「先輩」と呼んで慕っている。
高村弥生
演 - 水野美紀
長沢の弁護士秘書。しっかり者というイメージとは裏腹にサバサバした性格。弁護士秘書の仕事に誇りを持ち自由と正義のために戦おうという理想を持っている。
長沢英子
演 - 川島なお美
キャピタル法律事務所所長。いわゆるボス弁。重要な案件を任せるために香山を、面倒な案件を任せるために花村をそれぞれ採用する。ドライな性格だが、弁護士としては優秀。
花村孝介
演 - 仁科克基
大介の弟。兄とは対照的にしっかりもの。
黒田絵里
演 - 水川あさみ
孝介の彼女。孝介とはラブラブな関係を築いている。UFOオタク。
葛西健作
演 - 中山仁
キャピタル法律事務所所長。
倉本和彦
演 - 佐戸井けん太
葛西所長の腰巾着。
坂田美奈
演 - 池田真紀
キャピタル法律事務所の総務。大介に対し憎まれ口をよくたたいている。
丸山弁護士
演 - 奥居俊二
キャピタル法律事務所の優秀な弁護士の一人。長沢とチームを組んで大きな事件を担当することが多い。
奥居は当時、同時間帯で生放送のラジオ番組『RADICAL LEAGUE』（FM-FUJI）火曜日のパーソナリティを担当していたが、本ドラマに出演するにあたり、当時木曜日を担当していた石川實との交換で奥居は木曜へ移動となった。
近藤亮子
演 - 織平真由美
古田里香
演 - 高橋玲奈
山村早苗
演 - 日向真祐
キャピタル法律事務所の弁護士秘書。

### ゲスト

#### 第1 - 2話
高村あすか
演 - 山口紗弥加
弥生の妹。カメラマン志望の専門学生。大山の元で実習を受けるが、大山から強制的にヌード写真を撮られるなどのわいせつ行為を受けてしまう。何でもソツなくこなす弥生に対しコンプレックスを抱いている。
大山博之
演 - 団時朗
プロカメラマン。写真家の世界では絶対的な権威を持っている。その地位を利用してあすかにわいせつ行為を繰り返す。
島崎道雄
演 - 寺田農
大山の顧問弁護士。東大出身で長沢の大先輩。法廷では百戦錬磨を誇る敏腕。
熊田
演 - 石井愃一
大介が勤めていた熊田弁護士事務所所長。大介を事務所の後継者と称える。
吉沢静香
演 - 大島蓉子
郷田財閥の次女。娘の通信販売に関して大介に依頼する（第1話）。

#### 第3話
戸田頼子
演 - 梨花
大介が飲み屋で出会った女性。夫･健児からの暴力に悩まされており、離婚と親権を求め大介に弁護を依頼する。
戸田健児
演 - 板尾創路（130R）
頼子の夫。女は男に服従するものと考えを持ち、頼子が気に入らないことを言えば暴力を振るっている。だが外面は良く、周囲では良い人で通っている。
戸田良江
演 - 原知佐子
健児の母親。孫を頼子には渡さないと考えている。

#### 第4話
柴田綾子
演 - 佐藤仁美
菓子メーカーに勤めるOL。電車内で桑野に痴漢されたと訴える。性格はきつめでひがみ屋。裁判では体中を桑野にまさぐられたと断言するが、痴漢されることが不可能である頑丈な補正下着を使用していたことが暴露され、計画的な痴漢冤罪で桑野を陥れようとしていたことを明らかにされてしまう。
実は過去に参加した合コンで桑野とは面識があり、桑野から全く相手にされなかったことへの腹いせだったと証言した。結局は花村から法廷で叱責されることになった。
桑野篤志
演 - 岡田義徳
香山の親友で、学生時代によく一緒に合コンを行っていた。電車内で綾子に対する痴漢行為で訴えられていたが、一転して自分の無実を主張する。
実は過去に参加した合コンで柴田とは面識があったが桑野自身は全く覚えていなかった。当時は女性にモテることを自慢していたらしく、容姿が優れていない柴田が合コンに参加したことをからかっていた。そういった行為が柴田の恨みを買い冤罪に陥れられたことを知った後、かつての己の行動をしバラに謝罪した。
篠原誠
演 - 深浦加奈子
検事。桑野を痴漢の罪で追及する。

#### 第5話
森下理奈
演 - 大谷みつほ
パラパラが得意のギャル。良夫の愛人の娘。良夫が自分と母親を捨てたと思い込み恨んでいたが、父が自分に遺産を相続させようとしたことや幼い頃に父のレストランでプリンを食べた思い出を大切にしていたことを知り考えを改める。
村沢勝子
演 - 中村綾
良夫の娘。レストランを売り払いその金で別の土地を買おうとする。父の商売のやり方を快く思っていない。
村沢正彦
演 - 斉藤陽一郎
良夫の息子で勝子の弟。人がいい性格。
村沢良夫
演 - 石田太郎
レストランのオーナー。海難事故に巻き込まれ死亡する。
矢口浩之
演 - でんでん
レストラン経営者。良夫と川本と共に巻き込まれた海難事故で生き残り、その後船の中で残した遺言状についての証人になる。
川本真
演 - 須永慶
レストラン経営者。良夫と矢口と共に巻き込まれた海難事故で生き残る。

#### 第6話
木下冴子
演 - 横山めぐみ
フリーライター。雑誌の特集で働く女性をテーマに弥生の取材をする。弥生と意気投合するが、恋人である蔵間建設社員･芳男（まいど豊）に、弥生の手帳から盗み見た証人の情報をリークする。
島村武
演 - 宇納佑
蔵間建設設計課長。
島村恭子
演 - 山下容莉枝
島村の妻。夫の死に疑問を感じ、蔵間建設を相手に裁判を起こす。
吉田浩一
演 - 大林丈史
蔵間建設資材部部長。島村武の死の真相を隠蔽しようとする。
横田久美
演 - 角田智美
蔵間建設社員。吉田と口裏を合わせ、島村武との不倫をでっち上げる。
柏木妙子
演 - 小高のりこ
元蔵間建設社員。裁判で原告側につき、久美と吉田の密談を証言しようとするが、かつて久美と男を取り合ったことを持ち出され証言を無にされてしまう。
工藤康雄
演 - 斉藤暁
蔵間建設側の弁護士。

#### 第7話
小島俊介
演 - 橋龍吾
ロックバンドのボーカリスト。内山に重傷を負わせた罪で捕まり、犯行を認める。国選弁護人となった大介の弁護を受けるが、証言の中に矛盾が存在し、誰かを庇っていることを示唆される。
内山悟史
演 - 西田健
遺伝子工学の教授。自宅で背後からゴルフクラブで殴られ重傷を負う。娘の将来を期待する余り、娘の進路について干渉してしまう。
内山知恵
演 - 片瀬那奈
内山の娘。弁護士志望であるが、自分で決めたことではなく父親が決めたことである。父が敷いたレールの上で生きている。
安西検事
演 - 上杉祥三

#### 第8話
坂上昇
演 - 東海孝之助
田崎の無罪を証明するために奔走する大介に近づく少年。嘘つき少年として知られており、大介も昇の嘘で警察に捕まってしまった。田崎のアリバイと共に宇宙人を見たとも証言する。
坂上順子
演 - 秋本奈緒美
昇の母親。夫（浅野和之）は女と共に蒸発している。息子のことは無関心で、自身が立ち上げたホームページの更新に余念が無い。昇と喧嘩した後、昇を残し姿を消す。
田崎和也
演 - 白石朋也
放火の疑いが掛かっている男。放火された家の娘にストーカー行為を働いていたため、疑われても仕方が無いのだが自身の無実を訴える。

#### 第9話
三浦温子
演 - 戸田菜穂
野沢から1千万円を騙し取ったホステス。ひょんなことから大介と知り合いデートをすることに。母親に虐待された経験を持つ。
野沢伸也
演 - 高橋克実
5年前に脱サラし自営業を営む男性。結婚まで考えていた温子から1千万円を騙し取られ、飛び降り自殺を図ろうとする。その後温子を殺そうとする。

#### 第10話
小倉直也
演 - マイケル富岡
ファッションデザイナーで長沢の恋人。突然恵子から認知と月100万の養育費を請求される。
村上恵子
演 - 今井恵理
小倉に認知請求を求める女性。
植村遥子
演 - 土屋久美子
小倉に無言電話とストーカー行為を働く女性。
青木
演 - 六角精児
恵子側の弁護士。

#### 第11 - 12話
河田裕美
演 - 奥菜恵
カイゼル物産を不当解雇された女性。ガソリンスタンドで働いている。風俗で働いていたのを知られ解雇されたが、恋人の永井と風俗店の近くの密会場所を出入りしていたのを勘違いされたため実際は濡れ衣。永井の面子を守るために解雇に甘んじていたが永井の真意を知り、裁判に挑むことに。裁判のために事務所を辞めた大介と共に証拠探しに邁進する。
倉田素子
演 - 山口あゆみ
大介が合コンで出会った3人の女性の一人。心臓に持病を抱えている。発作を起こし休んでいたのを職務怠慢とみなされ解雇されてしまう。海外で働くことを夢見て、裕美と同じく会社に海外留学を申請していた。
山村佳恵
演 - 本多彩子
大介が合コンで出会った3人の女性の一人。会社の葉書を私用で使ったのを会社に知られ解雇される。
根岸愛子
演 - MIKI
大介が合コンで出会った3人の女性の一人。キャバクラで働いていたのを知られ会社を解雇される。
竹渕百合子
演 - 円城寺あや
素子が入院した病院で出会った弁護士。キャピタル法律事務所がカイゼル物産と顧問契約を結んだため素子らの弁護が出来ない大介に代わり、彼女らの弁護を引き受けるが、実は借金持ちで着手金を受け取ったままトンズラする。
永井
演 - 井田州彦
カイゼル物産の重役。リストラ計画の立案者。
高岡
演 - 北村総一朗
カイゼル物産専務。規則違反を口実に人員削減計画を実行する。リストラした女性達に一銭も払う気もない。

#### スペシャル
池上葉子
演 - 石田ひかり
ニューイヤー病院看護婦。マンホールから落ちて入院した大介と知り合い、仕事の価値観から大介と意気投合する。医療ミスを隠蔽しようとした病院を告発しようとするが、医療ミスを押し付けられ解雇される。
桑田光彦
演 - 黒田アーサー
ニューイヤー病院医師。自分の地位をちらつかせて葉子を口説こうとする。過去にも医療ミスを行ったことがあり、行き場ないところを叔父の寺本に拾われる。
土屋幹夫
演 - 中野英雄
糖尿病でニューイヤー病院に入院している患者。葉子に好意を持っている。桑田の指示ミスが原因で危篤状態に陥ってしまう。アンパンが好き。
島田
演 - 小野武彦
羽子板組の親分。長沢と自身の組が融資を行っていた会社の倉庫から持ち出したチョコを巡り対立する。ハローキティのトランクスを愛用している。
田畑光江
演 - 菅井きん
葉子ら看護婦の対応が悪いと息巻き、病院を告訴するが、葉子の誠意ある証言により、告訴を取り下げる。
田辺真一郎
演 - 斎藤洋介
病院側の弁護士。大介側の証人となった島田のある弱みを握り島田を強請る。
土屋君江
演 - 中原早苗
土屋幹夫の母親。
山本由美
演 - 藤村ちか
沢田奈々
演 - 小池栄子
相川香織
演 - 浮田久恵
ニューイヤー病院看護婦。
寺本憧一
演 - 清水綋治
ニューイヤー病院理事長。病院の体面のことしか考えていない。

## スタッフ
- 脚本 - 尾崎将也
- 演出 - 塚本連平、今井和久、二宮浩行
- プロデューサー - 安藤和久（KTV）、東城祐司・遠田孝一（MMJ）
- 音楽 - 寺嶋民哉
- 主題歌 - 木村由姫「LOVE & JOY」（パイオニアLDC）
- 挿入歌 - tomoe「I wanna say to…」（Dream Machine）
- 挿入歌（スペシャルのみ） - 篠原ともえ「Sailing Dream」（Dream Machine）
- 美術デザイン - 根本研二
- 技術協力 - テイクシステムズ、サンライズアート、Bull、SPOT
- 美術協力 - 東京美工
- スタジオ - 目黒スタジオ
- 制作 - 関西テレビ、MMJ

## 放送日程
| 各話                                                           | 放送日        | サブタイトル                 | 演出     | 視聴率 |
| -------------------------------------------------------------- | ------------- | ---------------------------- | -------- | ------ |
| 第1話                                                          | 2000年7月04日 | 人生は気合いとハッタリだ!!   | 塚本連平 | 13.3%  |
| 第2話                                                          | 7月11日       | ウソの写真 手錠の謎          | 塚本連平 | 12.0%  |
| 第3話                                                          | 7月18日       | パパ、ママをもういじめないで | 今井和久 | 13.6%  |
| 第4話                                                          | 7月25日       | 僕はチカンしてません         | 今井和久 | 15.6%  |
| 第5話                                                          | 8月01日       | 20億の遺産私にください       | 塚本連平 | 14.5%  |
| 第6話                                                          | 8月08日       | 弥生大失敗私クビにして下さい | 今井和久 | 10.6%  |
| 第7話                                                          | 8月15日       | 弁護士さん私が犯人です       | 塚本連平 | 13.5%  |
| 第8話                                                          | 8月22日       | 目撃者はうそつき少年と宇宙人 | 二宮浩行 | 14.7%  |
| 第9話                                                          | 8月29日       | 結婚詐欺                     | 今井和久 | 13.7%  |
| 第10話                                                         | 9月05日       | プロポーズされちゃった       | 二宮浩行 | 10.8%  |
| 第11話                                                         | 9月12日       | OL救え                       | 塚本連平 | 16.3%  |
| 最終話                                                         | 9月19日       | 大結末                       | 塚本連平 | 17.2%  |
| 平均視聴率 14.4%（視聴率はビデオリサーチ調べ、関東地区・世帯） |               |                              |          |        |
| スペシャル                                                     | 2001年1月2日  | ナースを救え!!               | 塚本連平 |        |